# Kanton Herserange
Herserange is een voormalig kanton van het Franse departement Meurthe-et-Moselle. Het kanton maakt deel uit van het arrondissement Briey.
Begin 2015 werd het kanton opgeheven en verdeeld over aangrenzende kantons. De gemeenten Haucourt-Moulaine, Herserange en Mexy werden onderdeel van het kanton Longwy, de gemeenten  Hussigny-Godbrange, Longlaville en Saulnes van het kanton Villerupt.

## Gemeenten
Het kanton Herserange omvatte de volgende gemeenten:
- Haucourt-Moulaine
- Herserange (hoofdplaats)
- Hussigny-Godbrange
- Longlaville
- Mexy
- Saulnes